# Pascal Schumacher
Pascal Schumacher   (Ciutat de Luxemburg, 12 de març de 1979) és un músic de jazz, compositor i percussionista luxemburguès, fundador de diversos grups, com ara el Quartet Pascal Schumacher. També toca i compon música clàssica de cambra.

## Biografia

### Educació
Schumacher va estudiar percussió clàssica al Conservatori de Luxemburg. Posteriorment, mentre seguia amb els seus estudis al Conservatori, va començar a estudiar al departament de jazz del Conservatori Reial de Brussel·les. Va aconseguir graduar-se als màsters de jazz-vibràfon al Conservatori Reial de L'Haia amb Frits Landesbergen i de musicologia a la Universitat Marc Bloch d'Estrasburg. Entre els qui li van assistir en els seus estudis s'hi troben Gary Burton, David Friedman, Stefon Harris i Charles Loos.

### Carrera artística
Schumacher va cofundar el terme "Intercanvi" juntament amb el saxofonista Nadine Kauffmann (1995) i, el 2001, el grup de percussió experimental "Stroke X". A partir del 1997 començà a veure's implicat en la música improvisada, especialment en el jazz, tocant amb diverses bandes diferents i actuant amb una gran varietat d'artistes. El 2002 va iniciar el seu propi grup, anomenat Quartet Pascal Schumacher, juntament amb Jef Neve (piano), Christophe Devisscher (baix) i Teun Verbruggen (tambors). El seu primer àlbum, Change Of The Moon, fou publicat el març 2004, proporcionant a la banda l'oportunitat de recórrer Europa, així com Austràlia i Sud-àfrica. El seu segon àlbum, Personal Legend, fou publicat el 2005, i el seu tercer, Silbergrau, aparegué el 2007. En una preestrena de la participació del quartet al Festival de Jazz de Londres el novembre de 2010, Thomas Gris va definir a Schumacher (vibes) i a Franc von Chossy (piano) com a "improvisadors de recursos, amb una abundància d'idees lúcides fàcilment articulades sobre els molts canvis de metre. Mentrestant," comenta, "Christophe Devisscher (al baix) i Jens Düppe (als tambors) toquen amb una barreja de múscul, precisió i sensibilitat dinàmica exquisita."
Amb el seu quartet, Schumacher ha actuat a un gran nombre de festivals de jazz, com ara el Festival de Jazz del mar del nord (Rotterdam), al Festival de Jazz de Londres, el Festival de Jazz Wangaratta, i el Festival JVC Jazz (París). També han actuat a clubs i festivals a Melbourne, Sydney, Montreal, Ciutat de Cap, Saigon i Ciutat de Mèxic.
El 2004, Jef Neve i Pascal Schumacher van començar un duo (vibraphone i piano), tocant una classe nova de música de cambra que combina els sons de Claude Debussy, Steve Reich i Igor Stravinsky. El duo ha estat molt benvingut per part de la Filharmònica de Luxemburg per la sèrie de concerts "Estrelles Creixents" realitzades en algunes de les sales de concert més grans d'Europa, realitzats en associació amb l'Organització de Sales de Concert europeees.
Pascal Schumacher també és professor al Conservatori de Luxemburg.

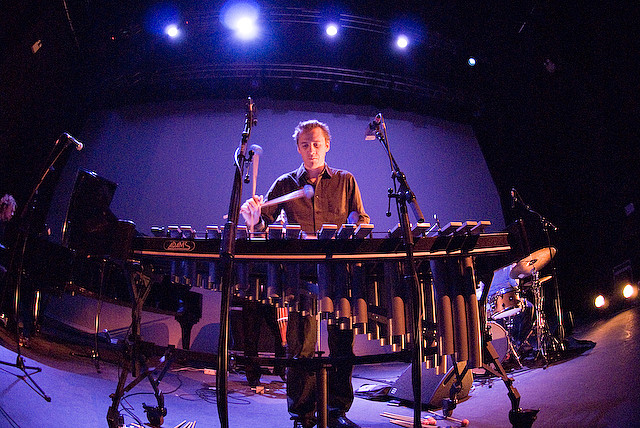
Pascal Schumacher, Dublín (2008)

## Premis
- IKB Jugend-Förderpreis (1998)
- Prix Norbert Stelmes des Jeunesses Musicales Luxembourg (1999)
- Primer Premi i Premi del Públic, Tremplin Jazz Avignon (juntament amb el Quartet Pascal Schumacher) (2004)
- Django d'Or al nou talent, Belgian Jazz Trophy (2005)
- Pascal Schumacher fou seleccionat per al programa Rising Stars 2009-2010 de l'Organització de Sales de Concerts Europea (2008)
- ECHO Jazz, "Instrumentalist of the year International, special instruments, Vibraphone", Alemanya (2012)
- Premi Export Artist 2012 de l'oficina luxemburguesa de music export - Music:Lx.
- Premi JTI Eurocore Jazz 2013.

## Discografia
- "Change Of The Moon", Igloo Records, Brussel·les (2004) - CD
- "Personal Legend", Igloo Records, Brussel·les (2006) - CD
- "Silbergrau", Igloo Records, Brussel·les (2007) - CD
- "Here we Gong", Enja Records, Múnic (2009) - CD i vinil
- "Face to Face", Enja Records, Múnic (2010) - CD i vinil
- "Bang my Can", Enja Records, Múnic (2011) - CD
- "The woman one longs for" amb Marlene Dietrich, Friedrich-Wilhelm-Murnau-Foundation, Wiesbaden (1929/2012) - DVD
- "Afrodiziak", MPS (Edel), Hamburg (2015) - CD i vinil
- "Left Tokyo Right", Laborie Jazz, França (2015) - CD
- "Drops & Points", Modulating Music, Luxembourg (2017) - CD i vinil
- "Drops & Points Reworks", Modulating Music, Luxembourg (2018) - digital